# Bolboceras davatchii
Bolboceras davatchii là một loài bọ cánh cứng trong họ Geotrupidae. Loài này được Baraud miêu tả khoa học năm 1973.